# Boichi
Boichi (japanisch ボウイチ Bōichi; * 29. Januar 1973 in Seoul), eigentlich Park Mu-jik, ist ein südkoreanischer Manga-Zeichner. Bekannt wurde er durch seinen Manga Sun-Ken Rock.

## Leben
Boichi wurde in Südkoreas Hauptstadt Seoul geboren. Schon als kleiner Junge hatte er den Traum, Mangaka zu werden. In Südkorea wurde er im Jahr 1993 bekannt, als er einige Bücher veröffentlichte, in denen er Anleitungen gab, wie man Mangas zeichnet. 2004 versuchte er in Japan Fuß zu fassen, wo er auch bis heute wohnt. Dort veröffentlichte er anfangs einige kleinere Werke, u. a. Space Chef Caisar. Sein Durchbruch gelang ihm 2006 mit Sun-Ken Rock, der alle zwei Wochen im Manga-Magazin Young King erscheint.
Park gilt als ein sehr humanistischer Mensch; er bedauert das Verhalten Koreas während des Vietnamkrieges. Diese Thematik spielt an einigen Stellen in Sun-Ken Rock eine zentrale Rolle.
Während der japanischen Erdbebenkatastrophe 2011 spendete er Geld, das er eigentlich für ein neues Auto ausgeben wollte, an Opfer des Tsunamis.

## Werke (Auswahl)

### Manga
- Space Chef Caisar (2004)
- Sun-Ken Rock (2006)
- Hotel (2008)
- H.E: The Hunt for Energy (2011)
- Eques (2012)
- Wallman (2013)
- Origin (2016)
- Dr. Stone (Zeichner, 2017)
- One Piece: Episode A (2020)
- The Marshal King (2024)[1]